# Файзабад (Индия)
Файзабад (хинди फ़ैज़ाबाद, урду فیض آباد‎, англ. Faizabad) — город на северо-востоке центральной части индийского штата Уттар-Прадеш. Административный центр одноимённого округа.

## География и климат
Расположен на берегах реки Гхагхра, в 128 км к востоку от Лакнау, 165 км к северу от Аллахабада и 200 км к северо-западу от Варанаси. Средняя высота города над уровнем моря — 96 м.
Самые жаркие месяцы — с апреля по июнь, когда средние максимумы составляют от 36 до 42 °C. Наиболее прохладные месяцы — декабрь и январь, когда средние минимумы составляют от 6 до 7 °C. Сезон дождей продолжается с июля по сентябрь. Средняя годовая норма осадков составляет около 880 мм.

## Население
По данным переписи 2001 года население города насчитывало 144 924 человека. Доля мужчин — 52 %, женщин — 48 %. Уровень грамотности — 71 % (76 % мужчин и 67 % женщин), что выше чем средний по стране показатель 59,5 %. Согласно данным переписи 2011 года, население Файзабада с учётом пригородов составило 259 160 человек. Население по данным переписи 2011 года без пригородов составляет 167 544 человека. Около 70 % населения города исповедуют индуизм; около 27 % — ислам; 1,7 % — джайнизм и 1,3 % — другие религии.

## Транспорт
Через город проходят национальные шоссе № 28 и № 96. Имеется железнодорожное сообщение, по железной дороге за 3 часа можно добраться до Лакнау, а за 4 часа — до Канпура или Варанаси. На территории города находятся 2 крупные ж/д станции — Файзабад и Айодхья (расположена на южной окраине города). Ближайшие аэропорты находится в Лакнау (128 км), Аллахабаде (144 км) и Канпуре (186 км).

## Образование
В Файзабаде расположены 2 университета: Avadh University и Narendra Dev University of Agriculture and Technology.

## Известные уроженцы
- Брадж Нараян Чакбаст — индийский поэт.
- Барри Эндрю Хэй — голландский музыкант и певец, лидер рок-группы Golden Earring.

## Галерея
- Центр города
- Avadh University
- Железнодорожная станция Файзабад